# متی بارلو
متی بارلو (انگلیسی: Matty Barlow؛ زادهٔ ۲۵ ژوئن ۱۹۸۷) بازیکن فوتبال اهل بریتانیا است.
از باشگاه‌هایی که در آن بازی کرده‌است می‌توان به باشگاه فوتبال استافورد رانجرز، باشگاه فوتبال استالی‌بریج سلتیک، باشگاه فوتبال اولدهام اتلتیک، و باشگاه فوتبال هاید اشاره کرد.